# Rhopalothrix stannardi
Rhopalothrix stannardi é uma espécie de formiga do gênero Rhopalothrix, pertencente à subfamília Myrmicinae.